# Przejrzystka
Przejrzystka (Ciona intestinalis) – gatunek średnich rozmiarów kosmopolitycznej żachwy. Ciało cylindryczne, półprzezroczyste (stąd nazwa), nieco żółtawe, z widocznymi przez osłonę czerwonawymi narządami wewnętrznymi, w tym podłużnymi pasmami mięśni. Syfony dość krótkie. Wysokość 5–15 cm.
Żachwa ta zamieszkuje samotnie lub w niewielkich, zwartych skupiskach płytkie, twarde dno, jak również elementy konstrukcji stworzonych przez człowieka – pale, boje czy kadłuby statków (zdarza się, że w liczbie powodującej znaczne zmniejszenie się ich prędkości). To ostatnie upodobanie sprawiło, że przejrzystka – pierwotnie gatunek arktyczno-borealny – została zawleczona do prawie wszystkich portów świata, stając się zwierzęciem synantropijnym. Występuje również w zachodnich krańcach Bałtyku, będąc jednym z 2 znanych – obok dendrodoi – gatunków żachw, zamieszkujących to morze. Nadaje się do chowu w akwarium, jest też jadalna. Do tego samego rodzaju należy kilkanaście dalszych gatunków.